# Élections générales irlandaises de 1944
L’élection générale irlandaise de 1944 s'est tenue le 30 mai 1944. 137 des 138 députés sont élus et siègent au Dáil Éireann.

## Mode de scrutin
Les élections générales irlandaises se tiennent suivant un scrutin proportionnel plurinominal avec scrutin à vote unique transférable. En effet, le Ceann Comhairle, qui préside le Dáil Éireann, est automatiquement réélu, conformément à l'article 16, alinéa 6, de la Constitution.

## Résultats

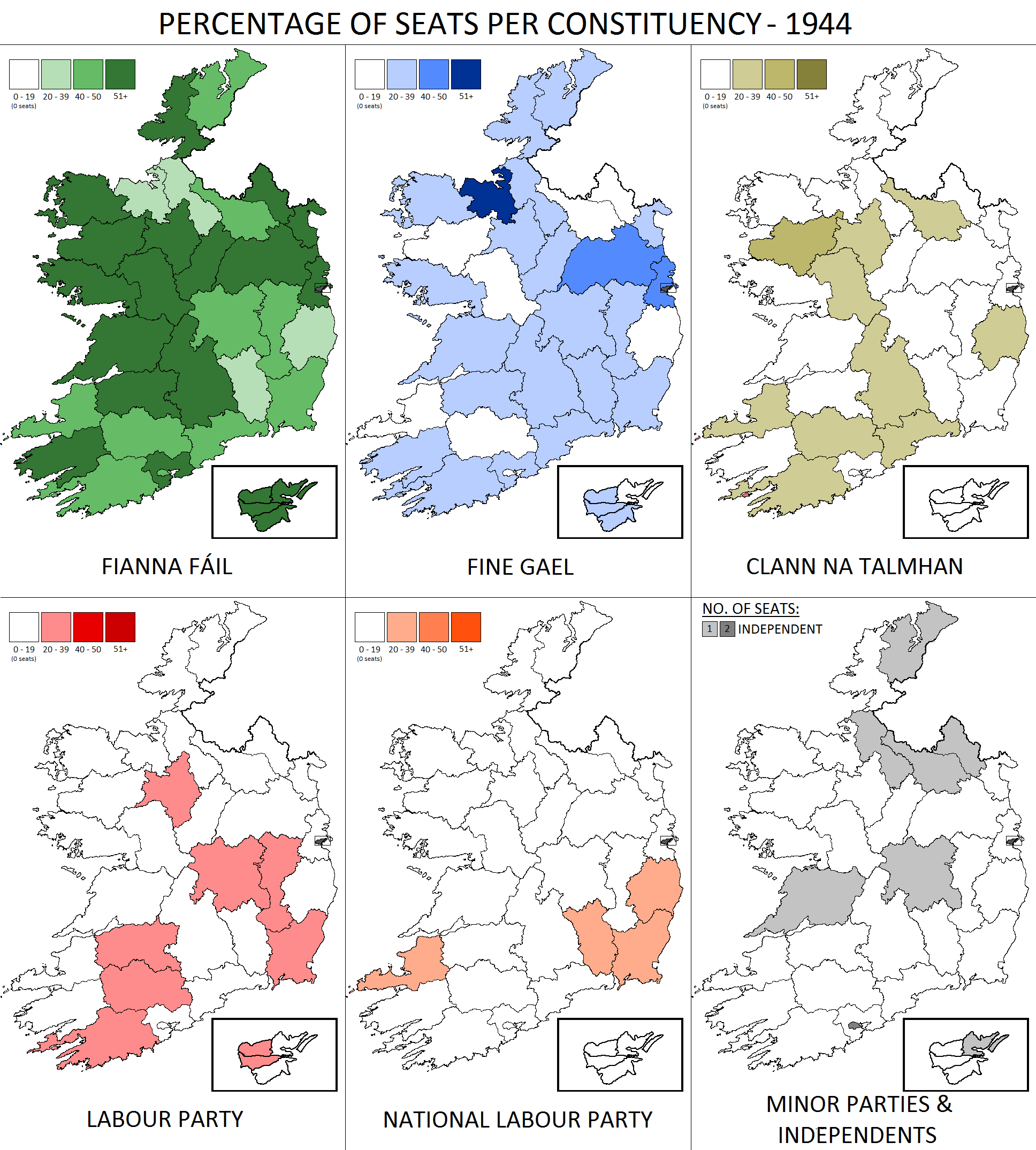
Résultats par circonscription

| Parti                                              | Parti                         | Leader               | Voix      | %      | +/- | Sièges | +/-        | % du Dáil |
| -------------------------------------------------- | ----------------------------- | -------------------- | --------- | ------ | --- | ------ | ---------- | --------- |
|                                                    | Fianna Fáil                   | Éamon de Valera      | 595 259   | 48,9 % | 7,0 | 76     | 9          | 55,1      |
|                                                    | Fine Gael                     | Richard Mulcahy      | 249 329   | 20,5 % | 2,6 | 30     | 2          | 21,8      |
|                                                    | Clann na Talmhan              | Joseph Blowick       | 122 745   | 10,1 % | 0,3 | 9      | 1          | 6,5       |
|                                                    | Parti travailliste            | William Norton       | 106 767   | 8,8 %  | 6,9 | 8      | 9          | 5,8       |
|                                                    | Parti national du travail     | James Everett        | 32 732    | 2,7 %  |     | 4      |            | 2,9       |
|                                                    | Parti de la réforme monétaire | Oliver J. Flanagan   | 9 856     | 0,8 %  | 0,5 | 1      | stagnation | 0,7       |
|                                                    | Ailtirí na hAiséirghe         |                      | 5 809     | 0,5 %  | 0,3 | 0      | stagnation | 0         |
|                                                    | Indépendants                  | Indépendants         | 94 852    | 7,8 %  | 0,9 | 10     | 1          | 7,2       |
| Votes blancs et nuls                               | Votes blancs et nuls          | Votes blancs et nuls | 12 790    |        |     |        |            |           |
| Total                                              | Total                         | Total                | 1 230 139 | 100 %  |     | 138    | stagnation | 100       |
| Participation                                      | Participation                 | Participation        | 1 816 142 | 69,2 % |     |        |            |           |
| Un gouvernement Fianna Fáil majoritaire est formé. |                               |                      |           |        |     |        |            |           |